# Allobates caribe
Allobates caribe är en groddjursart som först beskrevs av Barrio-Amorós, Rivas-Fuenmayor och Kaiser 2006.  Allobates caribe ingår i släktet Allobates och familjen Aromobatidae. IUCN kategoriserar arten globalt som otillräckligt studerad. Inga underarter finns listade i Catalogue of Life.